# Willie B.
Willie B. byl gorilí samec, který žil v atlantské zoo 39 let: od roku 1961, kdy byl odchycen v Kamerunu, až do smrti 2. února 2000. Byl pojmenován po bývalém atlantském starostovi Williamu Berry Hartsfieldovi. Willie B. žil v izolaci 27 let jen s televizí a zavěšenou pneumatikou, které mu dělaly společnost. Jeho osud se stal předmětem kritiky v médiích, proto byl v roce 1988 po rekonstrukci zahrady přestěhován do venkovního výběhu, aby se zařadil do tlupy a zplodil potomstvo. Jeho syn Kidogo, později přejmenovaný na Willie B. Jr., žije v atlantské zoo dosud.
Willie B. zemřel na zápal plic a jeho pohřbu se zúčastnilo na osm tisíc lidí. Ostatky byly spáleny a popel umístěn v bronzové soše gorily v životní velikosti.
Po tomto stříbrohřbetém samci (jako stříbrohřbetý — silverback — bývá označován nejstarší a nejdůležitější člen gorilí tlupy podle charakteristického pruhu stříbrošedé srsti na zádech) byl pojmenován místní fotbalový klub Atlanta Silverbacks.